# مسابقات قهرمانی هندبال مردان اروپا
مسابقات قهرمانی هندبال مردان اروپا یک رقابت رسمی میان تیم‌های ملی هندبال مردان بزرگسال در اروپا است و هر دو سال یک بار برگزار می‌شود. این مسابقات علاوه بر معرفی قهرمان اروپا نقش انتخابی بازی‌های المپیک و قهرمانی جهان را نیز ایفا می‌کند. این مسابقات در سال ۱۹۹۴ پایه‌گذاری شده و تاکنون سوئد با ۴ قهرمانی پرافتخارترین تیم بوده‌است.

## پیشینه
در سال ۱۹۴۶ فدراسیون بین‌المللی هندبال توسط ۸ کشور اروپایی تأسیس شد و با وجود حضور تیم‌های غیر اروپایی در مسابقات جهانی، همهٔ مدال‌ها به کشورهای اروپایی می‌رسید. فدراسیون هندبال اروپا در سال ۱۹۹۱ تأسیس شد. در همان سال، مقرر شد که مسابقات جهانی به جای چهار سال، هر دو سال یک‌بار برگزار شود و فدراسیون هندبال اروپا مسابقات منطقه‌ای خود را آغاز نمود که به عنوان مسابقات انتخابی برای مسابقات جهانی نیز در نظر گرفته می‌شد.

## آمار
| سال  | میزبان                   | بازی نهایی | بازی نهایی | بازی نهایی | بازی رده‌بندی | بازی رده‌بندی | بازی رده‌بندی |
| سال  | میزبان                   | قهرمان     | نتیجه      | دوم        | سوم          | نتیجه        | جهارم        |
| ---- | ------------------------ | ---------- | ---------- | ---------- | ------------ | ------------ | ------------ |
| ۱۹۹۴ | پرتغال                   | · سوئد     | ۳۴–۲۱      | · روسیه    | · کرواسی     | ۲۴–۲۳        | · دانمارک    |
| ۱۹۹۶ | اسپانیا                  | · روسیه    | ۲۳–۲۲      | · اسپانیا  | · یوگسلاوی   | ۲۶–۲۵        | · سوئد       |
| ۱۹۹۸ | ایتالیا                  | · سوئد     | ۲۵–۲۳      | · اسپانیا  | · آلمان      | ۳۰–۲۸ و.ا.   | · روسیه      |
| ۲۰۰۰ | کرواسی                   | · سوئد     | ۳۲–۳۱      | · روسیه    | · اسپانیا    | ۲۴–۲۳        | · فرانسه     |
| ۲۰۰۲ | سوئد                     | · سوئد     | ۳۳–۳۱      | · آلمان    | · دانمارک    | ۲۹–۲۲        | · ایسلند     |
| ۲۰۰۴ | اسلوونی                  | · آلمان    | ۳۰–۲۵      | · اسلوونی  | · دانمارک    | ۳۱–۲۷        | · کرواسی     |
| ۲۰۰۶ | سوئیس                    | · فرانسه   | ۳۱–۲۳      | · اسپانیا  | · دانمارک    | ۳۲–۲۷        | · کرواسی     |
| ۲۰۰۸ | نروژ                     | · دانمارک  | ۲۴–۲۰      | · کرواسی   | · فرانسه     | ۳۶–۲۶        | · آلمان      |
| ۲۰۱۰ | اتریش                    | · فرانسه   | ۲۵–۲۱      | · کرواسی   | · ایسلند     | ۲۹–۲۶        | · لهستان     |
| ۲۰۱۲ | صربستان                  | · دانمارک  | ۲۱–۱۹      | · صربستان  | · کرواسی     | ۳۱–۲۷        | · اسپانیا    |
| ۲۰۱۴ | دانمارک                  | · فرانسه   | ۴۱–۳۲      | · دانمارک  | · اسپانیا    | ۲۹–۲۸        | · کرواسی     |
| ۲۰۱۶ | لهستان                   | · آلمان    | ۲۴–۱۷      | · اسپانیا  | · کرواسی     | ۳۱–۲۴        | · نروژ       |
| ۲۰۱۸ | کرواسی                   | · اسپانیا  | ۲۹–۲۳      | · سوئد     | · فرانسه     | ۳۲–۲۹        | · دانمارک    |
| ۲۰۲۰ | اتریش · نروژ · سوئد      | · اسپانیا  | ۲۲–۲۰      | · کرواسی   | · نروژ       | ۲۸–۲۰        | · اسلوونی    |
| ۲۰۲۲ | مجارستان · اسلواکی       | · سوئد     | ۲۷–۲۶      | · اسپانیا  | · دانمارک    | ۳۵–۳۲ و.ا.   | · فرانسه     |
| ۲۰۲۴ | آلمان                    |            |            |            |              |              |              |
| ۲۰۲۶ | دانمارک · نروژ · سوئد    |            |            |            |              |              |              |
| ۲۰۲۸ | اسپانیا · پرتغال · سوئیس |            |            |            |              |              |              |

- پانویس:
  - و.ا. - پس از وقت اضافه
  - پ. - پس از ضربات پنالتی

### جدول مدال‌ها
| رتبه | کشور     | طلا | نقره | برنز | مجموع |
| ۱    | سوئد     | ۵   | ۱    | ۰    | ۶     |
| ۲    | فرانسه   | ۳   | ۰    | ۲    | ۵     |
| ۳    | اسپانیا  | ۲   | ۵    | ۲    | ۹     |
| ۴    | دانمارک  | ۲   | ۱    | ۴    | ۷     |
| ۵    | آلمان    | ۲   | ۱    | ۱    | ۴     |
| ۶    | روسیه    | ۱   | ۲    | ۰    | ۳     |
| ۷    | کرواسی   | ۰   | ۳    | ۳    | ۶     |
| ۸    | صربستان  | ۰   | ۱    | ۰    | ۱     |
| ۸    | اسلوونی  | ۰   | ۱    | ۰    | ۱     |
| ۹    | یوگسلاوی | ۰   | ۰    | ۱    | ۱     |

### میزبانان
| میزبان | کشور (سال(ها)) |
| ------ | --- |
| ۲      | اتریش (۲۰۱۰، ۲۰۲۰) · کرواسی (۲۰۰۰، ۲۰۱۸) · نروژ (۲۰۰۸، ۲۰۲۰) · سوئد (۲۰۰۲، ۲۰۲۰)                                                  |
| ۱      | دانمارک (۲۰۱۴) · ایتالیا (۱۹۹۸) · لهستان (۲۰۱۶) · پرتغال (۱۹۹۴) · صربستان (۲۰۱۲) · اسلوونی (۲۰۰۴) · اسپانیا (۱۹۹۶) · سوئیس (۲۰۰۶) |

#### بهترین گلزن هر دوره
| سال  | بازیکن                                       | گل |
| ---- | -------------------------------------------- | -- |
| ۱۹۹۴ | واسیلی کودینوف                               | ۵۰ |
| ۱۹۹۶ | توماس کنور                                   | ۴۱ |
| ۱۹۹۸ | یان فیلیپ                                    | ۴۸ |
| ۲۰۰۰ | اولگ ولیکی                                   | ۴۶ |
| ۲۰۰۲ | استفان لوگرن اولافور استفانسون               | ۵۷ |
| ۲۰۰۴ | میرزا ژومبا                                  | ۴۶ |
| ۲۰۰۶ | سیاری روتنکا                                 | ۵۱ |
| ۲۰۰۸ | ایوان بالیچ نیکولا کاراباتیچ لارس کریستیانسن | ۴۴ |
| ۲۰۱۰ | فیلیپ جیکا                                   | ۵۳ |
| ۲۰۱۲ | کیریل لازاروف                                | ۶۱ |
| ۲۰۱۴ | خوان کانییاس                                 | ۵۰ |